# Stupna
Stupna (szerbül: Ступна) falu Bosznia-Hercegovinában, Bosanska krajina területén, a Szerb Köztársaságban, Šipovo községben. 

## Fekvése
Bosznia-Hercegovina közép-nyugati részén, Banja Lukától légvonalban 54, közúton 79 km-re délre, községközpontjától légvonalban 5 km-re, közúton 9 km-re északnyugatra, a Harmani-hegység északkeleti oldalán, a Peručica-patak völgye felett, 900-950 méteres magasságban fekszik.

## Népessége
| Nemzetiségi csoport | Népesség 1991 | Népesség 2013 |
| ------------------- | ------------- | ------------- |
| Szerb               | 238           | 159           |
| Bosnyák             | 33            | 13            |
| Horvát              | 0             | 1             |
| Jugoszláv           | 4             | 0             |
| Egyéb               | 0             | 1             |
| Összesen            | 275           | 174           |

## Története
A Gorica lelőhelyen talált bronz fibula alapján arra következtethetünk, hogy az 1. - 4. században itt már rómaiak éltek. Egy középkorból származó temető maradványa is fennmaradt a település területén. A középkori temető sírkövei arról tanúskodnak, hogy a középkorban itt a kereszténység eretnek irányzatának tekintett bogumilok települése állt. A legrégebbi ilyen sírkövek a 12. század második feléből származnak, de csak a 14-15. században terjedtek el. Bosznia-Hercegovina, Szerbia, Horvátország és Montenegró területén mintegy 3300 helyszínen körülbelül hetvenezer ilyen stećak található. A középkori település végét feltehetően a közeli Sokol várának 1518 körül bekövetkezett eleste jelentette.
A település 1878-ig tartozott az Oszmán Birodalomhoz, majd az Osztrák-Magyar Monarchia része lett. 1879-ben az első osztrák-magyar népszámlálás során Stupna önálló község volt, melyhez Ainovac, Brdo, Čirakovac, Dočić, Glavica, Jovišić, Kosa, Kovačevac, Mahala Gornja és Dolnja, Poljice, Poljice Dolnje, Radići és Tonkovac falvak tartoztak, ahol 133 házat, 130 muszlim  és 804 ortodox szerb lakost számláltak. 1910-ben Stupna községben 184 házat, 1033 ortodox szerb, 82 muszlim és egy katolikus lakost találtak.A monarchia szétesésével 1918-ben előbb a Szerb-Horvát-Szlovén Királyság, majd 1929-től a Jugoszláv Királyság része. Jugoszlávia megszállása után a falu a Független Horvát Állam (NDH) része lett. 1921-ben a községben 150 házat és 1048 lakost számláltak.1945-től a település a szocialista Jugoszlávia része volt. A településen az 1991-es népszámlálás adatai szerint 275-en éltek. A Bosznia-Hercegovinában zajló polgárháború idején a Visoko Krajina többi településéhez hasonlóan a Boszniai Szerb Köztársaság része volt. A területén 1995 szeptemberéig nem volt háborús hadművelet, ekkor azonban a település területét a Horvát Köztársaság fegyveres ereje megszállta. A horvát csapatok elől a lakosság elmenekült. A daytoni békeszerződés aláírása után a település a Szerb Köztársasághoz, azon belül Šipovo községhez került.

## Nevezetességei
- Gorica – egyedi római bronz fibulalelet az 1 – 4. századból.[4]

- Jasike – középkori temető maradványai 9 darab nyugat-keleti tájolású stećak sírkővel.[4]